# مارک سنت جان
مارک سنت جان (انگلیسی: Mark St. John; ۷ فوریهٔ ۱۹۵۶ – ۵ آوریل ۲۰۰۷) گیتارنواز اهل ایالات متحده آمریکا بود. وی بین سال‌های ۱۹۸۴ تا ۲۰۰۳ میلادی فعالیت می‌کرد.